# 堀内公太郎
堀内 公太郎（ほりうちこうたろう、1972年3月8日‐）は、日本の作家。三重県出身、早稲田大学政治経済学部卒業。

## 経歴・人物
2010年『公開処刑人 森のくまさん』で 第9回『このミステリーがすごい!』大賞に応募するも落選。しかし、2012年『公開処刑人 森のくまさん』が第10回『このミステリーがすごい!』大賞の隠し玉として出版される事が決定しデビューとなった。
現在は翻訳会社に勤務している。東京都在住。

## 作品リスト

### 単行本

#### 公開処刑人 森のくまさんシリーズ
- 『公開処刑人 森のくまさん』（2012年8月 宝島社文庫）
- 『公開処刑人 森のくまさん お嬢さん、お逃げなさい』（2014年7月 宝島社文庫）

#### スクールカーストシリーズ
- 『スクールカースト殺人教室』（2016年5月 新潮文庫nex）
- 『スクールカースト殺人同窓会』（2018年11月 新潮文庫nex）
- 『スクールカースト殺人教室 リベンジ』（2020年9月 新潮文庫nex）

#### その他
- 『公開処刑板 鬼女まつり』（2013年3月 宝島社文庫）
- 『だるまさんが転んだら』（2013年11月 宝島社文庫）
- 『「ご一緒にポテトはいかがですか」殺人事件』（2014年10月 幻冬舎文庫)
- 『既読スルーは死をまねく』（2015年9月 宝島社文庫）
- 『タイトルはそこにある』（2018年5月 東京創元社 ミステリ・フロンティア）
- 『ゆびきりげんまん』（2019年8月、LINE文庫）

### アンソロジー
「」内が堀内の作品
- 5分で読める！ ひと駅ストーリー 乗車編（2012年12月 宝島社文庫）「浮いている男」
- もっとすごい！ 10分間ミステリー（2013年5月 宝島社文庫）「ゆうしゃのゆううつ」
- 5分で読める！ ひと駅ストーリー 夏の記憶西口編（2013年7月 宝島社文庫）「夏祭りのリンゴ飴は甘くて酸っぱい味がする」
- 5分で読める！ ひと駅ストーリー 冬の記憶西口編（2013年12月 宝島社文庫）「恋する消しゴム」
- 『このミステリーがすごい！』大賞作家書き下ろしブック vol.5（2014年5月 宝島社）「公開処刑人森のくまさん2」
- 5分で読める！ ひと駅ストーリー 猫の物語（2014年9月 宝島社文庫）「隣りの黒猫、僕の子猫」
- 5分で凍る！ ぞっとする怖い話（2015年5月 宝島社文庫）「隣りの黒猫、僕の子猫」再録
- 5分で読める！ ひと駅ストーリー 食の話（2015年10月 宝島社文庫）「いただきますを言いましょう」
- 5分で笑える！ おバカで愉快な物語（2016年3月 宝島社文庫）「浮いている男」再録
- 5分で驚く！ どんでん返しの物語（2016年6月 宝島社文庫）「隣の黒猫、僕の子猫」再録
- 10分間ミステリーTHE BEST（2016年9月 宝島社）「ゆうしゃのゆううつ」再録

### 雑誌掲載

#### 小説作品
- 「スクールカースト殺人同窓会」 - 『yom yom』2017年12月号 - 2018年8月号（連載）

#### エッセイなど
- 「迷宮解体新書 (第106回) 堀内公太郎」（インタビュアー:村上貴史） - 『ハヤカワミステリマガジン』2018年11月号 掲載